# Lijst van bruggen in Antwerpen
Dit overzicht is mogelijk incompleet; u kunt helpen door het uit te breiden.
De Belgische stad Antwerpen, hoofdstad van de provincie Antwerpen, is een stad met veel verschillende bruggen.
■ = afgebroken en niet vervangen. ● = buiten gebruik; permanent geopend voor schepen.
| Brug                             | Locatie             | Overspant                                                                | Type                      | Afbeelding |
| -------------------------------- | ------------------- | ------------------------------------------------------------------------ | ------------------------- | ---------- |
| Berchembrug                      | Berchem             | R0 (Ring van Antwerpen) R10 (Binnensingel) spoorlijn 59 (Antwerpen-Gent) | fiets- en voetgangersbrug |            |
| Borsbeekbrug                     | Berchem             | R1 (Ring van Antwerpen)                                                  | liggerbrug                |            |
| Deurnebrug                       | Merksem/Deurne      | Albertkanaal en spoorlijn 220                                            | liggerbrug                |            |
| Eduard Waghemansbrug             | Merksem             | A1/E19 en HSL 4                                                          | liggerbrug                |            |
| Burgemeester Gabriël Theunisbrug | Merksem             | Albertkanaal en spoorlijn 220                                            | liggerbrug                |            |
| Herenpolderbrug                  | Hoboken             | spoorlijn 52                                                             | liggerbrug                |            |
| IJzerlaanbrug                    | Merksem             | Albertkanaal en spoorlijn 220                                            | liggerbrug                |            |
| Jozef Masurebrug                 | Merksem             | R1, HSL 4 en spoorlijnen 27A en 25                                       | liggerbrug                |            |
| Krugerbrug                       | Hoboken             | spoorlijn 52                                                             | liggerbrug                |            |
| Lange Wapperbrug (niet gebouwd)  | Antwerpen           | Straatsburgdok                                                           | Tuibrug                   |            |
| Luiksebrug                       | Borgerhout          | R1 (Ring van Antwerpen)                                                  | liggerbrug                |            |
| Mechelsebrug                     | Berchem             | R1 (Ring van Antwerpen)                                                  | liggerbrug                |            |
| Posthofbrug                      | Berchem             | R1 (Ring van Antwerpen) en spoorlijn 59                                  | liggerbrug                |            |
| Scheldebrug                      | Antwerpen           | Schelde                                                                  |                           |            |
| Stenenbrug                       | Borgerhout          | R1 (Ring van Antwerpen)                                                  | liggerbrug                |            |
| Viaduct van Merksem              | Merksem             | o.a. Albertkanaal, N1 en N129                                            | liggerbrug                |            |
| Zurenborgbrug                    | Berchem             | R1 (Ring rond Antwerpen)                                                 | liggerbrug                |            |
| Albertbrug■                      | Haven van Antwerpen | Kanaalsas - Amerikadok                                                   | basculebrug               |            |
| Asiabrug●                        | Haven van Antwerpen | Houtdok                                                                  | draaibrug                 |            |
| Berendrechtbrug                  | Haven van Antwerpen | Berendrechtsluis                                                         | basculebrug               |            |
| Boudewijnbrug                    | Haven van Antwerpen | Boudewijnsluis                                                           | basculebrug               |            |
| Droogdokbrug■                    | Haven van Antwerpen | Droogdok 7                                                               | Schipbrug                 |            |
| Farnesebrug                      | Haven van Antwerpen |                                                                          | Basculebrug               |            |
| Frederik Hendrikbrug             | Haven van Antwerpen | Zandvlietsluis                                                           | basculebrug               |            |
| Kattendijkbrug                   | Haven van Antwerpen | Kattendijksluis                                                          | Rolbrug                   |            |
| Kempischebrug●                   | Haven van Antwerpen |                                                                          | Draaibrug                 |            |
| Kruisschansbrug                  | Haven van Antwerpen |                                                                          | Basculebrug               |            |
| Lefèbvrebrug                     | Haven van Antwerpen |                                                                          | Rollende brug             |            |
| Lillobrug                        | Haven van Antwerpen |                                                                          | Vakwerkbrug               |            |
| Londenbrug                       | Haven van Antwerpen |                                                                          | Ophaalbrug                |            |
| Luikbrug■                        | Haven van Antwerpen |                                                                          | Basculebrug               |            |
| Meestoofbrug                     | Haven van Antwerpen |                                                                          | Basculebrug               |            |
| Melselebrug                      | Haven van Antwerpen |                                                                          | Basculebrug               |            |
| Mexicobrug                       | Haven van Antwerpen |                                                                          | Rolbasculebrug            |            |
| Nassaubrug                       | Haven van Antwerpen |                                                                          | Draaibrug                 |            |
| Noorderlaanbrug                  | Haven van Antwerpen |                                                                          | Vaste brug                |            |
| Noordkasteelbrug                 | Haven van Antwerpen |                                                                          | Basculebrug               |            |
| Noordlandbrug                    | Haven van Antwerpen |                                                                          | Vakwerkbrug               |            |
| Oosterweelbrug                   | Haven van Antwerpen |                                                                          | Rolbasculebrug            |            |
| Oudendijkbrug                    | Haven van Antwerpen |                                                                          | Basculebrug               |            |
| Petroleumbrug■                   | Haven van Antwerpen |                                                                          | Basculebrug               |            |
| Royersbrug                       | Haven van Antwerpen |                                                                          | Rol/basculebrug           |            |
| Siberiabrug                      | Haven van Antwerpen |                                                                          | Ophaalbrug                |            |
| Straatsburgbrug                  | Haven van Antwerpen |                                                                          | Liggerbrug                |            |
| Van Cauwelaertbrug               | Haven van Antwerpen |                                                                          | Basculebrug               |            |
| Willembrug                       | Haven van Antwerpen |                                                                          | Draaibrug                 |            |
| Wilmarsdonkbrug                  | Haven van Antwerpen |                                                                          | Basculebrug               |            |
| Zandvlietbrug                    | Haven van Antwerpen |                                                                          | Basculebrug               |            |